# Foreste subumide del Madagascar
Le foreste subumide del Madagascar sono un'ecoregione dell'ecozona afrotropicale, definita dal WWF (codice ecoregione: AT0118), che occupa la maggior parte dell'altopiano centrale del Madagascar. Forma, assieme alle ecoregioni delle foreste pluviali del Madagascar orientale e della macchia ericoide del Madagascar, la regione denominata foreste e boscaglia del Madagascar, inclusa nella lista Global 200.

## Territorio
È un'ecoregione di foresta pluviale con una superficie totale di circa 199.500 km² (circa la metà del Paraguay), che copre la maggior parte dell'altopiano centrale, al di sopra degli 800 m di altitudine nell'est e dei 600 m nell'ovest. Confina a nord e a ovest con la foresta decidua secca del Madagascar occidentale, a est con le foreste pluviali del Madagascar orientale, a sud-ovest con le foreste succulente del Madagascar e a sud con la foresta spinosa. Si spinge fino all'oceano Indiano con due strette fasce a nord-est e a nord-ovest; in quest'ultima area, confina inoltre con una delle enclaves delle mangrovie del Madagascar. In sei punti, al di sopra dei 1800–2000 m di altitudine, cede il passo alla macchia ericoide del Madagascar. La montagna d'Ambra, all'estremo nord dell'isola, ospita un'enclave di foresta subumida, circondata a quote inferiori da foresta decidua secca. Dell'ecoregione fanno inoltre parte alcune exclaves situate sui massicci dell'Analavelona e dell'Isalo nel sud-ovest dell'isola, circondate a latitudini inferiori da boscaglie succulente. Dal momento che l'altopiano riceve gli umidi venti alisei, questa regione è più umida delle regioni che la circondano a nord, sud e ovest..

## Flora
La flora originaria dell'ecoregione è stata alterata dall'intervento umano: vaste aree sono state disboscate per far spazio all'agricoltura e all'allevamento, e sono state introdotte molte specie esotiche. Tuttavia, rimangono tuttora aree di fitta foresta sempreverde e zone di foresta montana aperta. Vaste aree sono ricoperte da prateria, ma non è chiaro se la loro origine sia da imputare o no all'intervento umano. L'ecoregione ospita varie specie appartenenti alla flora antartica temperata dell'emisfero sud, tra le quali varie specie di conifere podocarpacee (Podocarpus spp. e Afrocarpus spp.) e la Takhtajania perrieri, unica rappresentante in Africa delle winteracee. Tra le piante endemiche spiccano l'albero del viaggiatore (Ravenala madagascariensis) e la palma Bismarckia nobilis.

## Fauna
Quest'ecoregione ospitava nell'antichità una megafauna caratteristica. A causa dell'isolamento del Madagascar, le rare specie di mammiferi terrestri, in particolare i lemuri, si evolvettero per adattarsi a certe nicchie. Vi erano lemuri giganti (Megaladapis edwardsi), oggi estinti, grandi quanto un orango adulto. Varie specie di uccello elefante Aepyornis, ratiti giganti incapaci di volare, si estinsero anch'esse dopo l'arrivo degli esseri umani su queste isole; tra essi figurava Aepyornis maximus, il più grande uccello mai esistito. Tra le specie endemiche di questa regione che sopravvivono tuttora vi sono varie specie di toporagni, tenrec e roditori. Tra gli uccelli, possiamo citare il tuffetto dell'Alaotra (Tachybaptus rufolavatus), la moretta del Madagascar (Aythya innotata), entrambi in pericolo critico di estinzione, e due specie di passeriformi: il garrulo cigliagialle (Crossleyia xanthophrys) e il forapaglie codabruna (Bradypterus brunneus). Vi sono almeno 25 specie endemiche di rettili e 20 di anfibi, tra cui numerosi camaleonti, come Calumma tsaratananense, il camaleonte di Petter (Furcifer petteri) e i camaleonti nani Brookesia ambreensis, Brookesia antakarana, Brookesia lineata e Palleon lolontany nel nord e nel nord-ovest, e  Calumma fallax, Furcifer campani e Furcifer minor nel centro e nel sud della regione; due specie di scinchi del genere Amphiglossus (A. crenni e A. meva) e due specie del genere Trachylepis (T. madagascariensis e T. nancycoutuae); l'opluride Oplurus grandidieri; due gechi, Lygodactylus blanci e il geco diurno di Klemmer (Phelsuma klemmeri); la lucertola Zonosaurus ornatus; i serpenti Pseudoxyrhopus ankafinaensis, Liopholidophis grandidieri e Liopholidophis sexlineatus; e gli anfibi Rhombophryne testudo, Scaphiophryne gottlebei, Mantella crocea, Mantella cowanii, Blommersia domerguei, Boophis laurenti e Boophis microtympanum.

## Conservazione

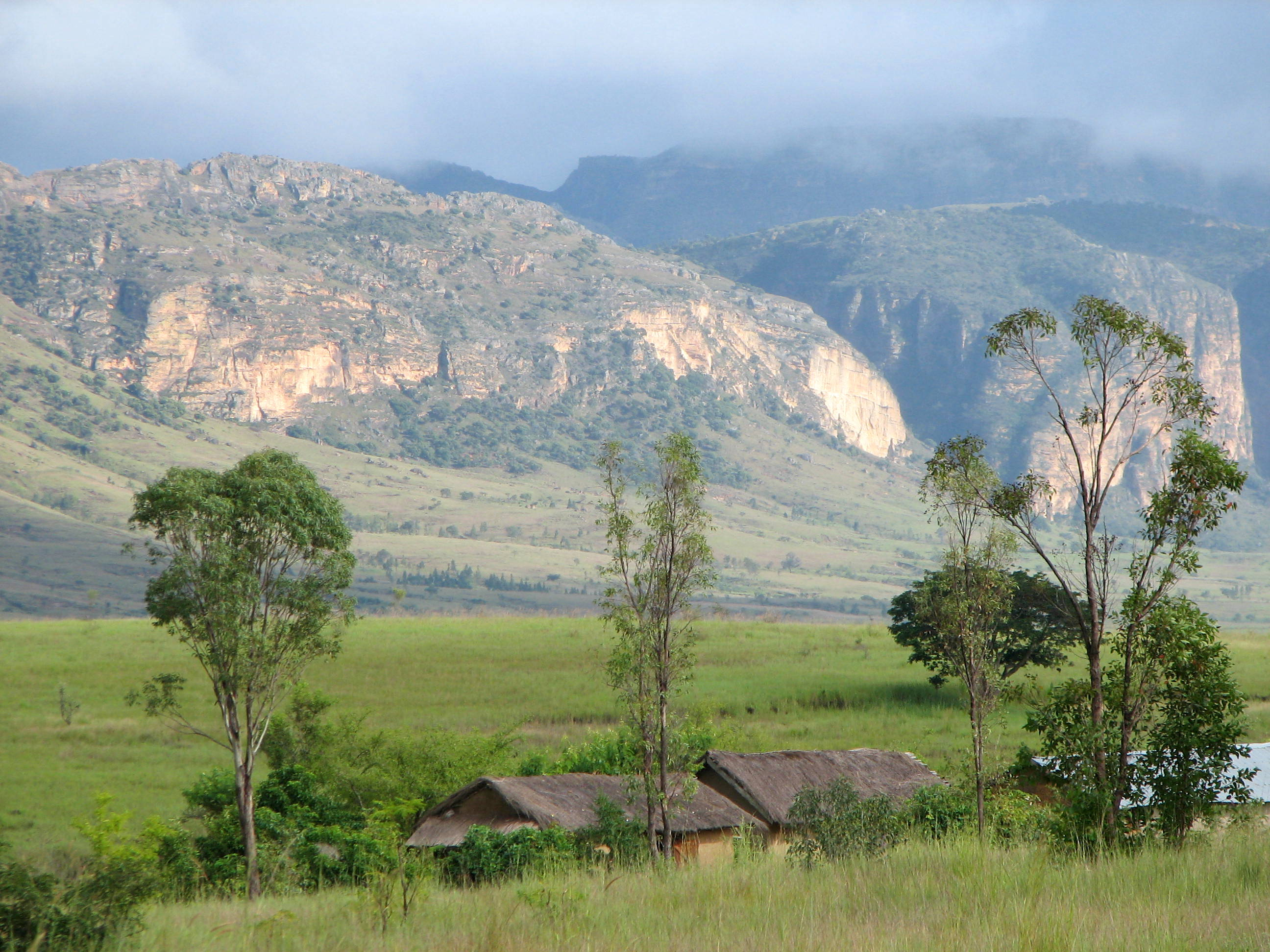
Parco nazionale dell'Isalo

L'ecoregione è considerata in pericolo critico: queste foreste si trovano in uno stato di conservazione peggiore di quelle delle ecoregioni confinanti, probabilmente a causa della sua maggiore densità di popolazione già in epoca storica e della sua vicinanza con la capitale, Antananarivo; inoltre, la diffusa pratica dell'agricoltura itinerante taglia e brucia ha cancellato la maggior parte della foresta.